# Catagonus stenocephalus
Catagonus stenocephalus — вимерлий вид пекарі, що мешкав у Південній Америці під час пізнього плейстоцену. Скам'янілості були знайдені в Бразилії, Аргентині та Болівії. Він відомий як вузькоголовий пекарі через його довгий і помітно опуклий ротрум.

## Таксономія
Вузькоголовий пекарі був спочатку описаний як Dicotyles stenocephalus Лундом у 1838 році на основі викопних останків, знайдених у бразильських печерах. Згодом він був включений до Catagonus під час офіційної публікації в 1880 році. У 1930 році він був включений до роду Platygonus Русконі, який створив підрід Brasiliochoerus для його позначення. У 1981 році Паула Коуто підняла Brasiliochoerus до рівня роду.
Однак пізніше деякі автори вказали на схожість між Brasiliochoerus і Catagonus, і згодом вузькоголовий пекарі був включений до роду Catagonus.
У 2017 році дослідження класифікації Tayassuidae показало, що вузькоголовий пекарі відрізняється від інших видів Catagonus, і Brasiliochoerus слід підняти назад до рівня роду.